# Weje
Weje (łac. Veii, wł. Veio) – jedno z 12 potężnych miast-państw etruskich. Leżało ok. 20 km na północ od Rzymu. 
Swoją świetność przeżyło w VIII–VI wiekach p.n.e. W V wieku p.n.e. istniała tam szkoła rzeźbiarska. Jej głównym przedstawicielem był rzeźbiarz Wulka.
Przez długi czas Weje toczyły wojny z Rzymem. Ostatecznie przegrały je w 396 p.n.e. i zostały zburzone przez dyktatora Marka Furiusza Kamillusa. Zapoczątkowało to ekspansję rzymską na tereny Etrurii, zaś Weje stopniowo się wyludniały.
Od 1916 w rejonie Isola Farnese prowadzone były wykopaliska. Pozwoliły one odkryć m.in.:
- resztki murów dwóch świątyń;
- ruiny domów mieszkalnych;
- urządzenia wodociągowe i cysterny;
- rzeźby terakotowe w Portonaccio na terenie świątynnym, m.in. tzw. Apollo z Wejów, emblematyczne dzieło sztuki etruskiej;
- nekropolie położone wokół miasta, w tym tzw. Grotta Campana, gdzie niektóre groby komorowe pokryte są najstarszymi w Etrurii malowidłami ściennymi.